# Weduta

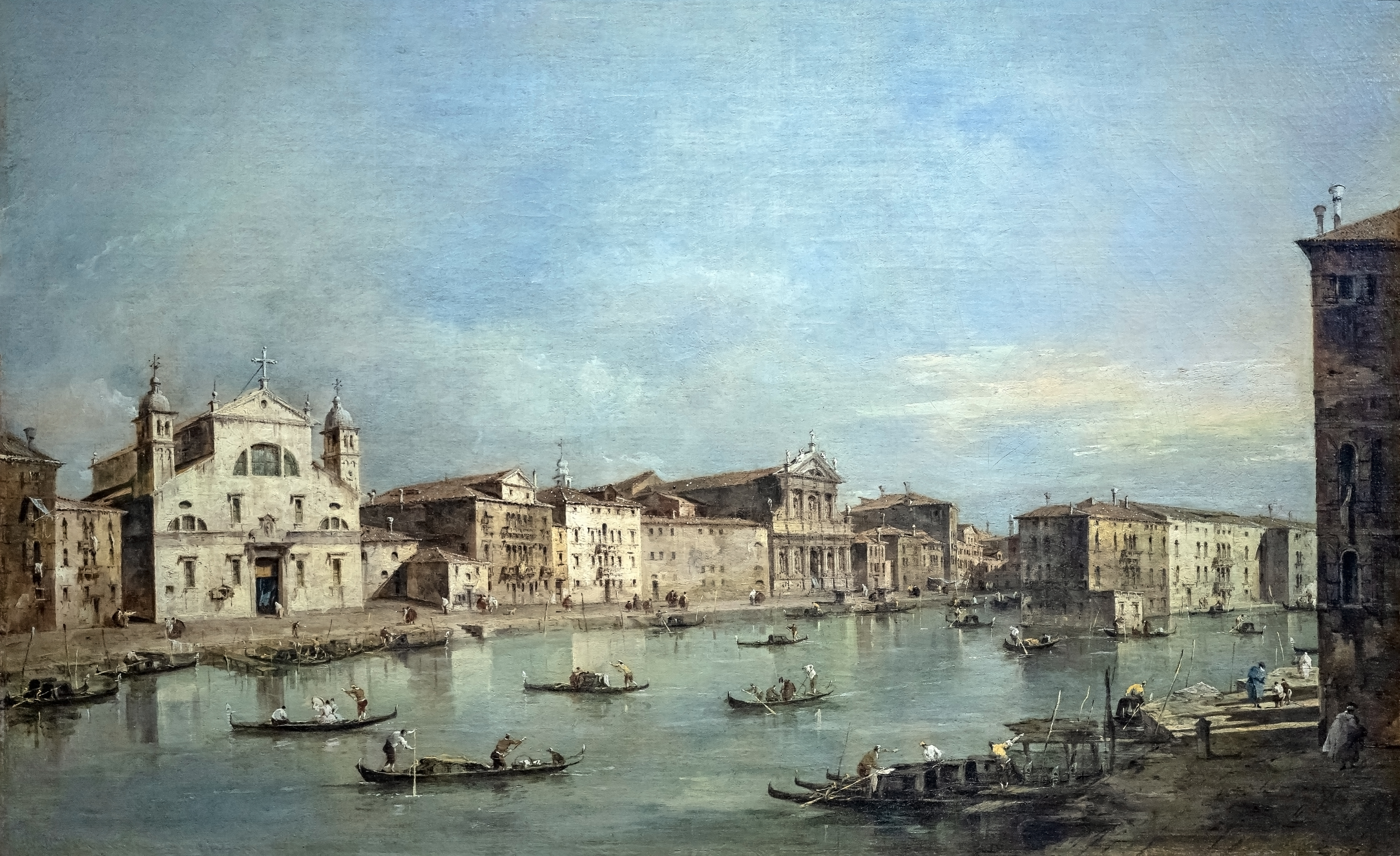
Francesco Guardi, Wenecja, Canal Grande, II poł. XVIII w.

Weduta (wł. veduta – widok, panorama) – obraz, rysunek lub rycina, przedstawiające ogólny widok miasta lub jego fragment, często ze sztafażem. Inaczej pejzaż miejski, prospekt.

## Pojęcia
Kompozycję malarską łączącą elementy architektury rzeczywistej i fantastycznej lub tylko fantastycznej, zwykle o przesadnie podkreślonych stosunkach perspektywicznych nazywamy prospektem (łac. prospectus – widok). W XVII–XVIII w. terminu tego używano na oznaczenie weduty lub widoku.
Szeroki, rozległy widok miasta obserwowany ze znacznej odległości, często z wyżej położonego miejsca – to panorama (gr. pán hórama – cały widok). Panoramiczne malowidło w formie kulistej, dającej złudzenie dużej głębi przestrzennej przedstawiające widok miasta – to kosmorama.
Niekiedy weduta łączy się z mariną, jeśli przedstawia fragment portu i zabudowań nadbrzeżnych. Malarza specjalizującego się w przedstawianiu widoków miejskich nazywamy wedutystą.

## Zasady

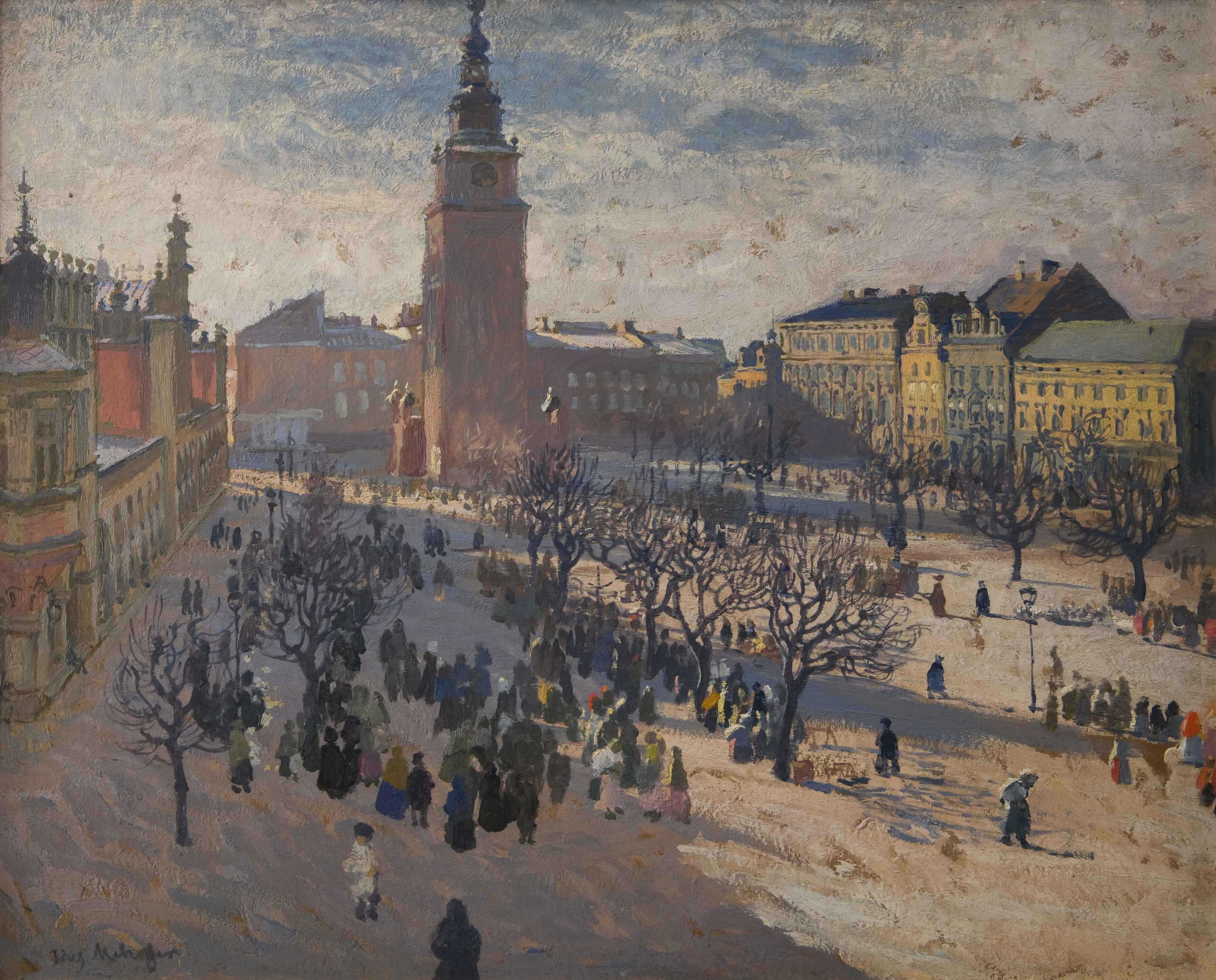
Rynek krakowski (1903)- Józef Mehoffer

Sztuka weduty oparta jest na praktycznych i geometrycznych pojęciach perspektywy. Wedutyści posługiwali się z reguły perspektywą zbieżną, zbudowaną na jednej linii perspektywicznej albo perspektywą boczną, w której mamy do czynienia z dwoma punktami zbieżnymi, leżącymi po obu stronach osi. Do wykreślania perspektyw przy malowaniu wedut i widoków architektury używano ciemni optycznej (camera obscura). Malarz kładł papier na szybie odbijającej odwrócony obraz widoku i przerysowywał go.

## Fantazje architektoniczne
Szczególnym rodzajem weduty jest capriccio, czyli kaprys architektoniczny – pejzaż, na którym istniejące budowle występują w fantazyjnym zestawieniu, często razem z budowlami wymyślonymi przez artystę lub w całości będącymi tworem jego wyobraźni. Hrabia wenecki Francesco Algarotti pisał w połowie XVIII w., że capriccio stało się nowym gatunkiem malarstwa, który polega na przedstawieniu z natury jakiegoś krajobrazu, a następnie ozdobieniu go pięknymi budowlami lub innymi wyjątkowymi obiektami pod każdym względem idealnymi. Takie fantazje architektoniczne tworzyli m.in.: Giovanni Battista Piranesi, Giovanni Paolo Pannini, Francesco Guardi, Hubert Robert. Wymyślony, lecz realistycznie przedstawiony widok miasta nosi także nazwę weduty idealnej.

## Historia gatunku

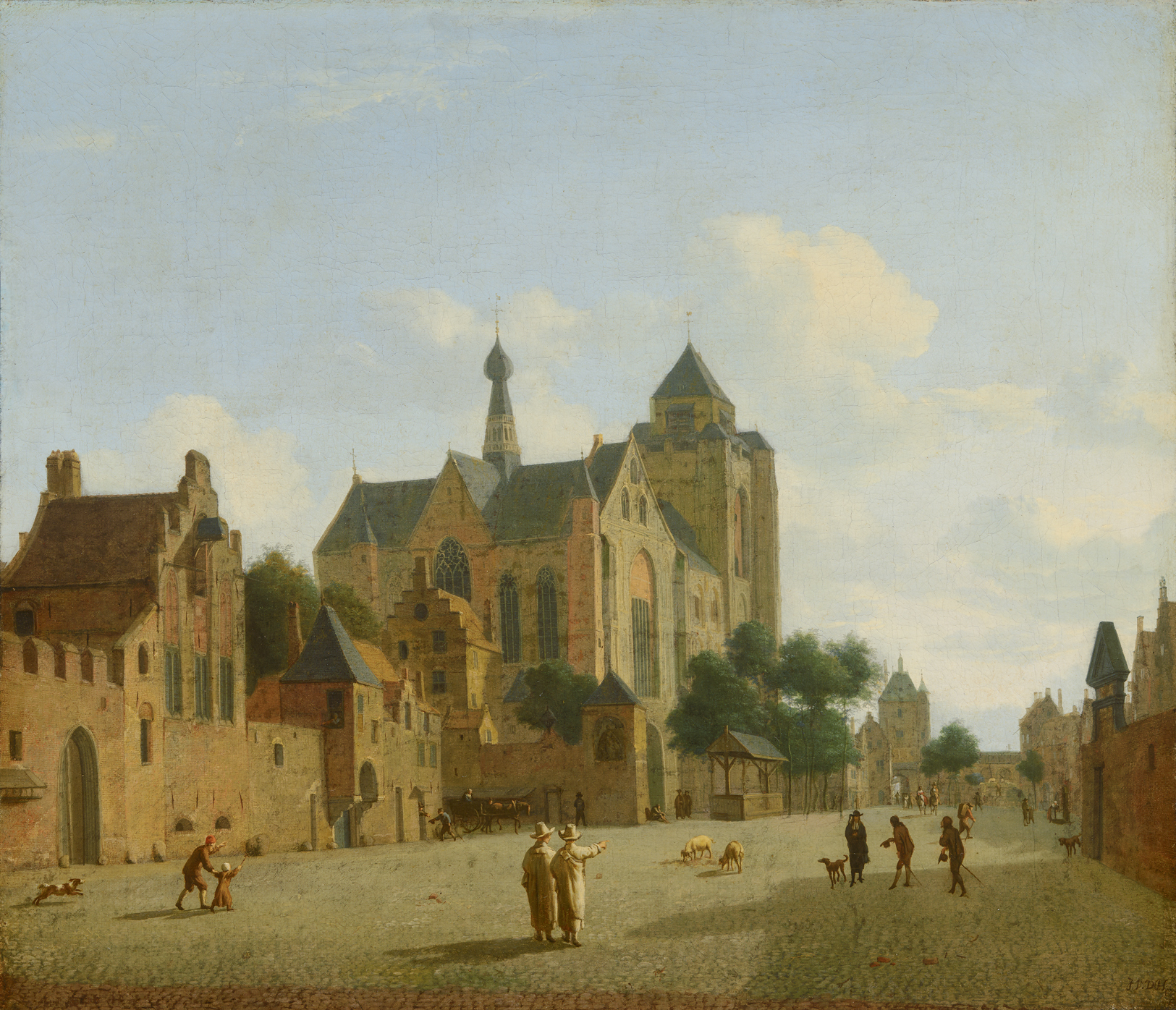
Jan van der Heyden, Kościół w Veere, 2. poł. XVII wieku

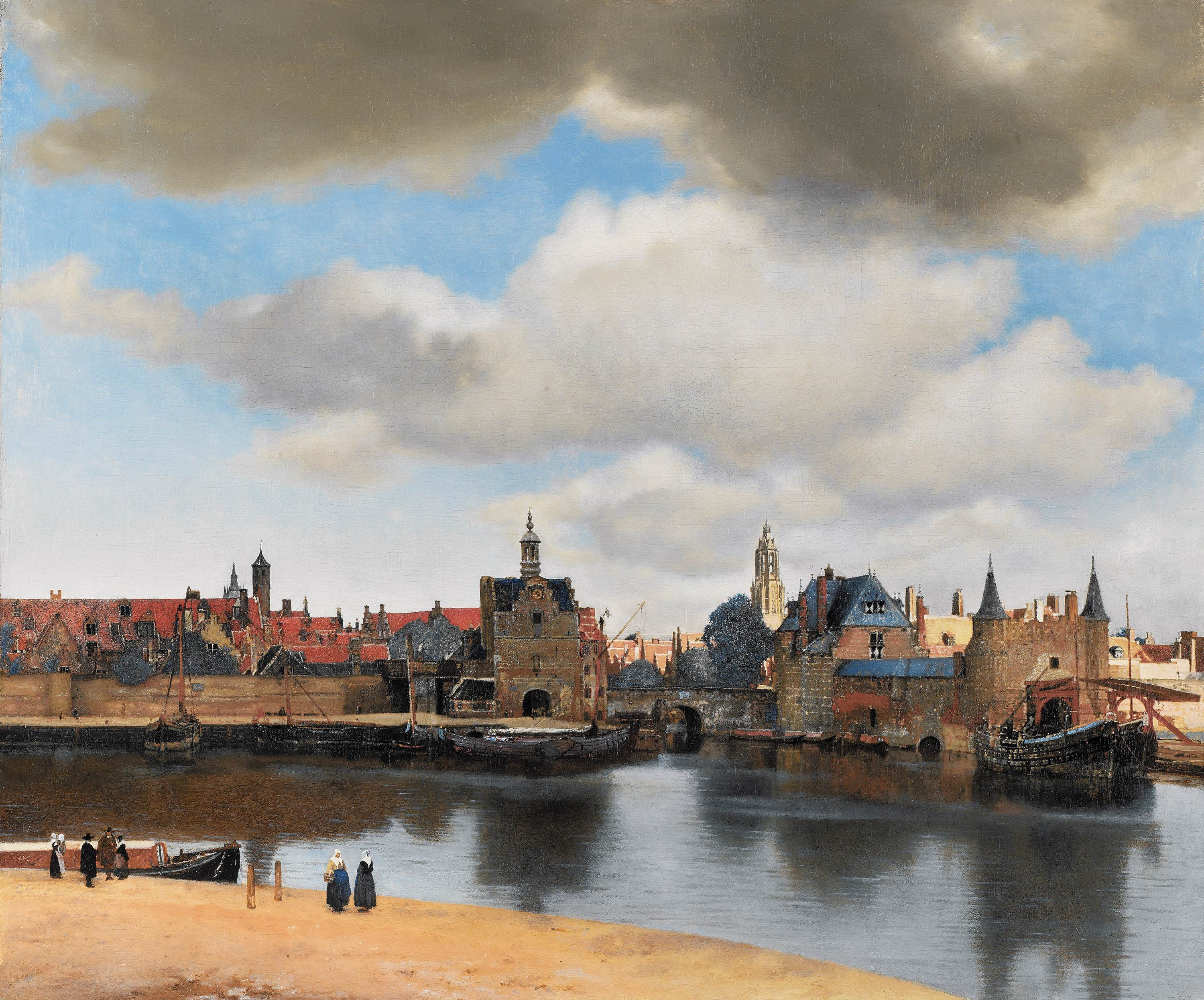
Jan Vermeer, Widok Delftu, ok. 1658-1661

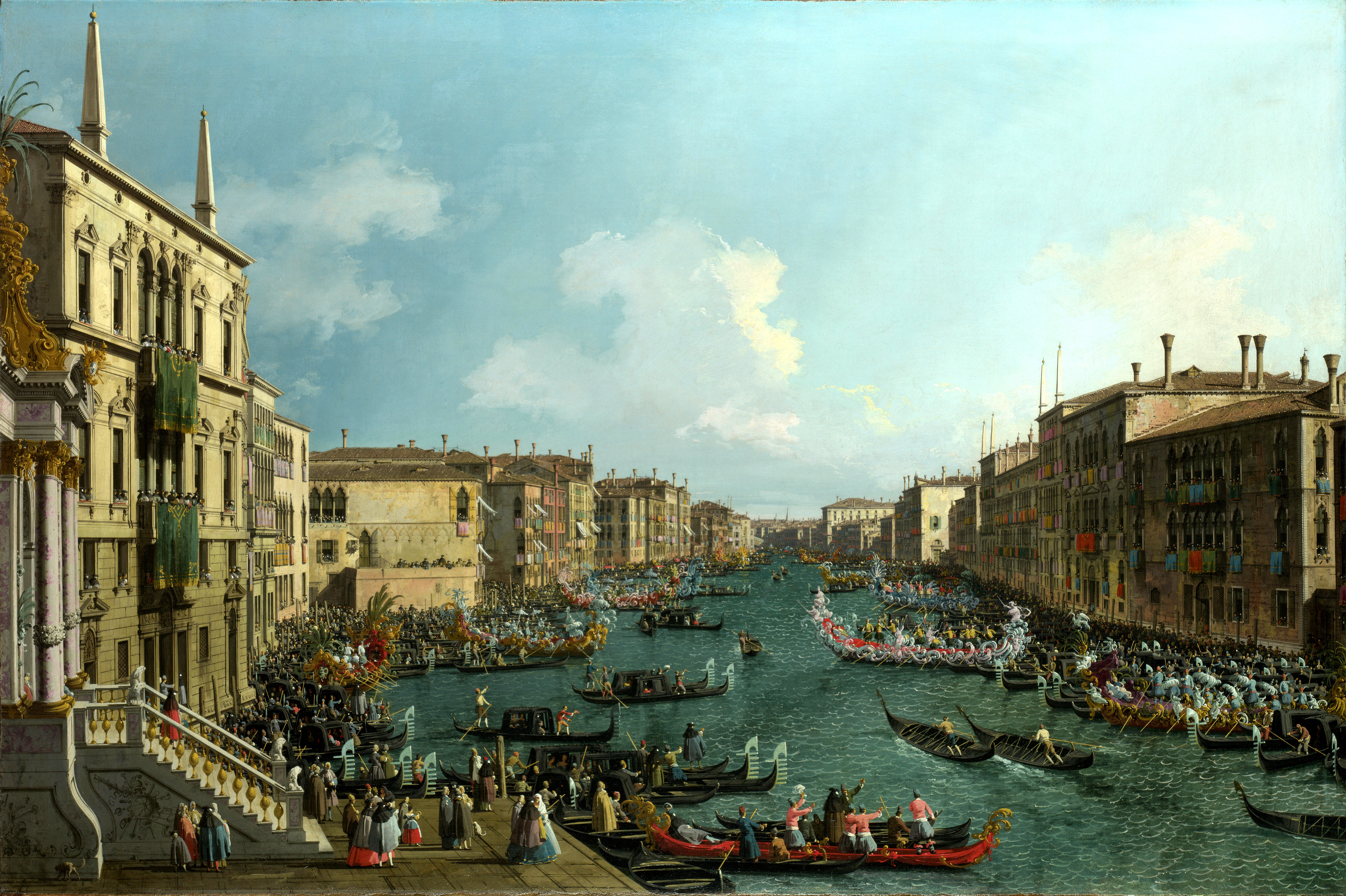
Giovanni Antonio Canal zw. Canaletto, La Regata Vista da Ca’ Foscari, XVIII wiek

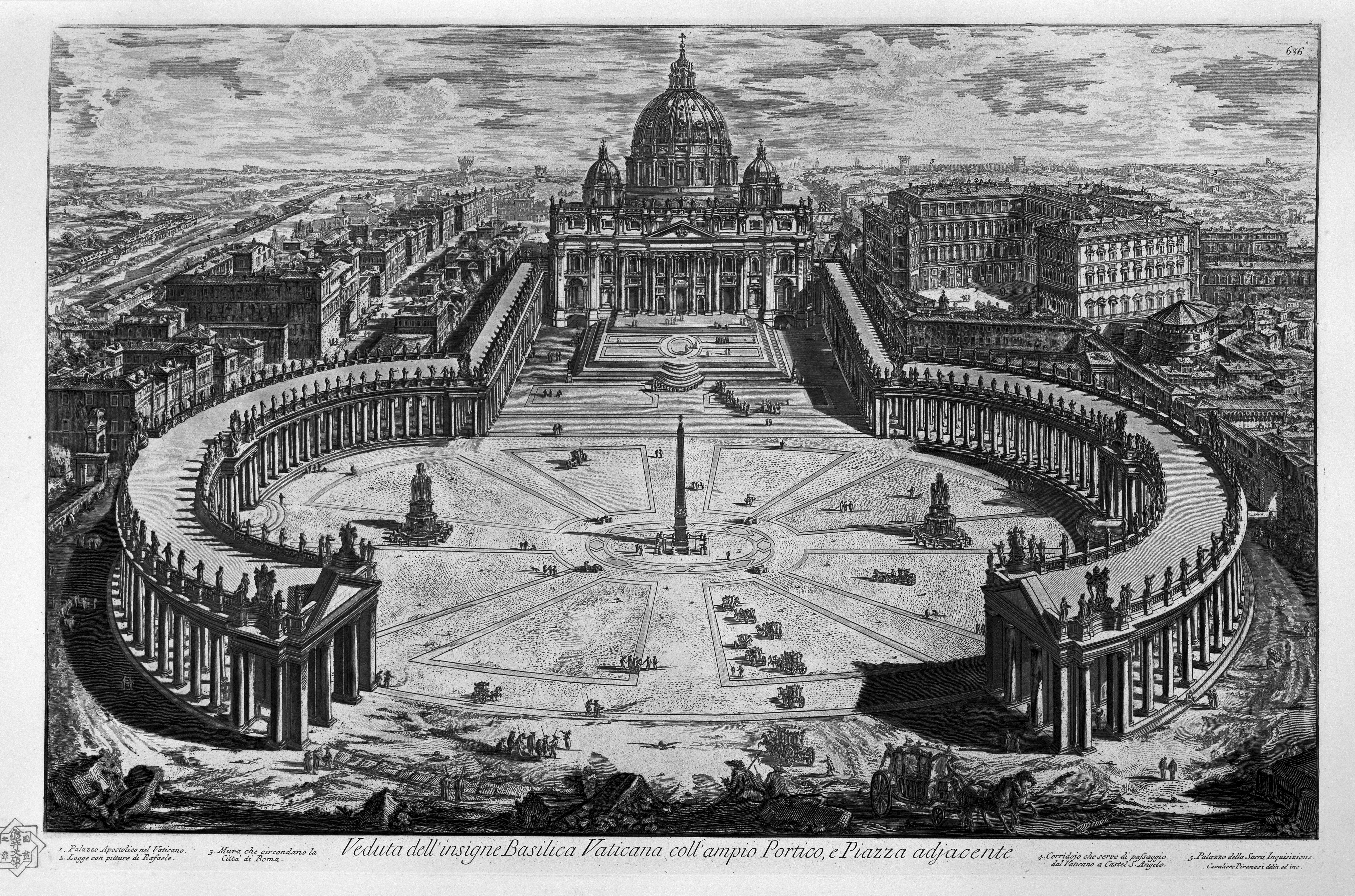
Giovanni Battista Piranesi, Plac św. Piotra, 1748

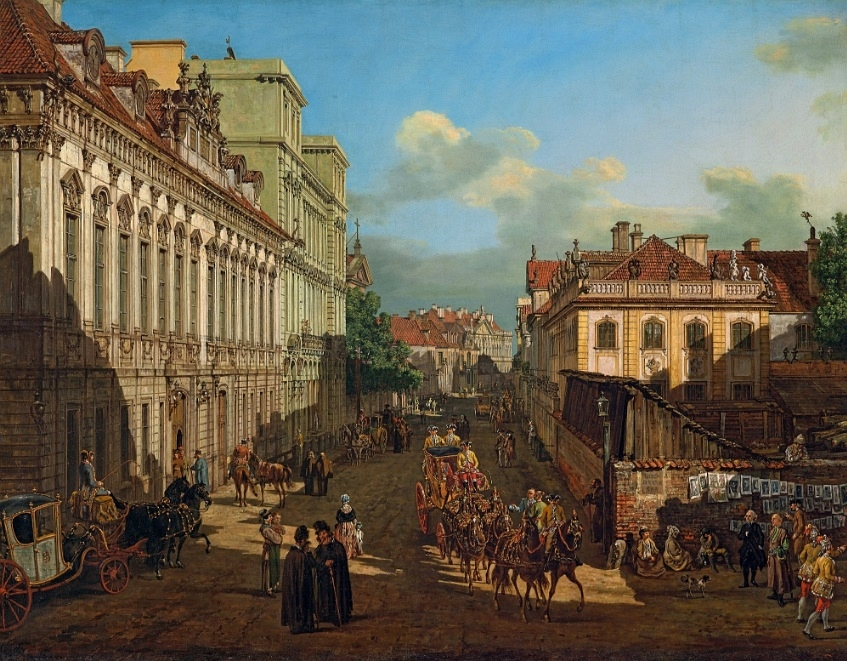
Bernardo Bellotto zw. Canaletto, Ulica Miodowa w Warszawie, 1770

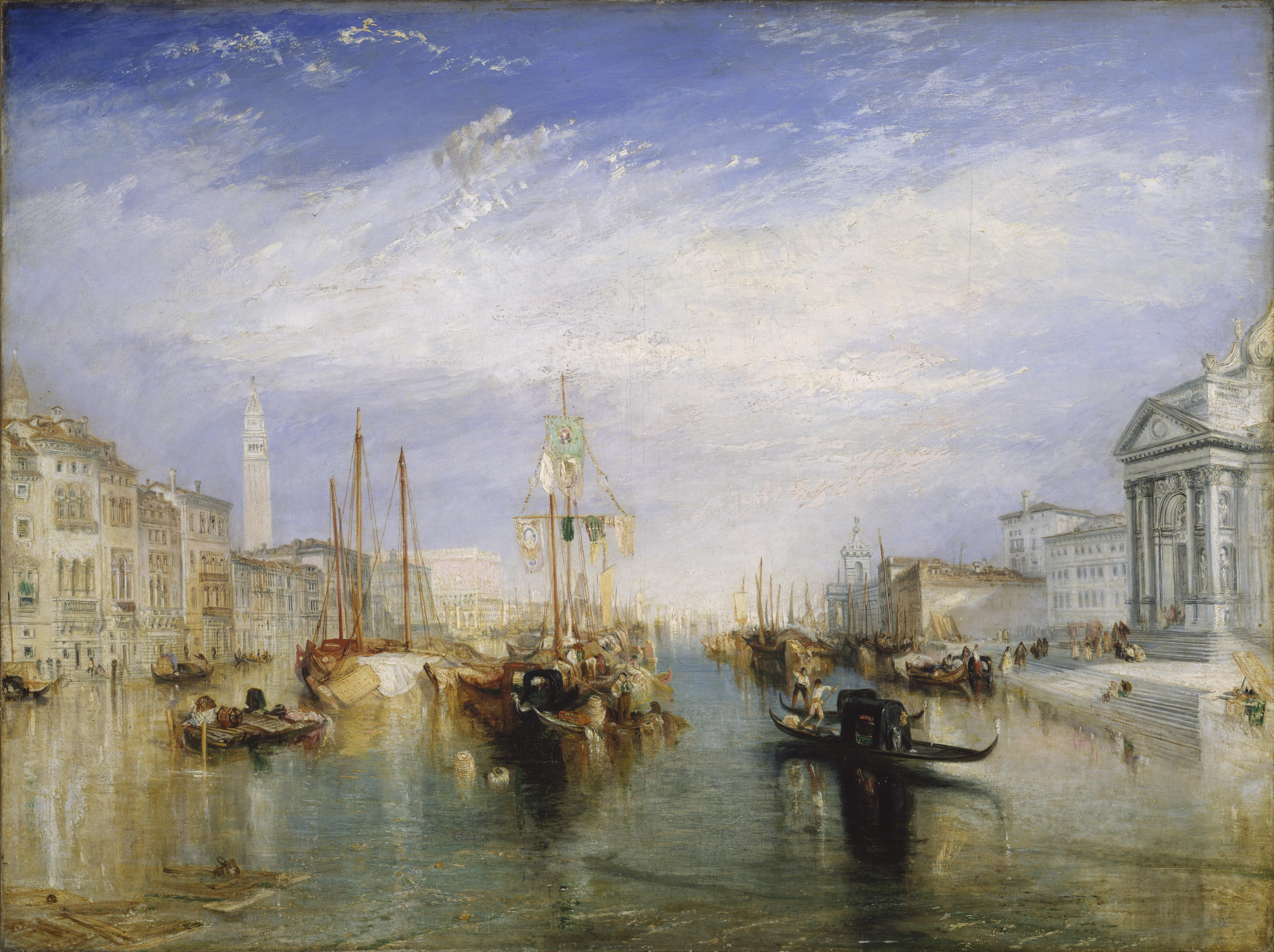
William Turner, The Grand Canal – Venice, ok. 1835

Widoki miast pojawiały się już w starożytności, ale jedynie jako tło w innych przedstawieniach. Większą rolę zaczęły odgrywać w późnym średniowieczu i w okresie renesansu (Gentile Bellini, Vittore Carpaccio). Jako samodzielny gatunek weduta wyodrębniła się w XVII wieku w Holandii. Widoki miejskie z niemalże fotograficzną wiernością tworzyli Jan van der Heyden i Gerrit Adriaenszoon Berckheyde. Widok Delftu oraz uliczkę miejską namalował Jan Vermeer.
Prekursorami weduty włoskiej byli malarze flamandzcy stale przebywający w Rzymie: Mattheus Brill i jego młodszy brat Paul Brill. Za twórcę weduty perspektywicznej uchodzi Gaspar van Wittel (Vanvitelli), malarz holenderski działający we Włoszech. Rozkwit weduty przypada na wiek XVIII w Wenecji. Dzięki swemu położeniu, bajecznej scenerii i magicznemu światłu, Wenecja – „perła Adriatyku”, stała się przedmiotem szczególnego podziwu podróżników, pisarzy i artystów. Nieuchronne przeznaczenie Wenecji – być malowaną (Henry James). Malarstwo wedutowe było wizytówką miasta przez cały wiek XVIII. Rozwój tego gatunku stał się możliwy dzięki rozwojowi turystyki. Młodzi Europejczycy, głównie Anglicy, w ramach obowiązkowej podróży edukacyjnej określanej mianem Grand Tour, przemierzali Półwysep Apeniński, a zatrzymując się w Wenecji, nabywali obrazy przedstawiające widok miasta. Pierwszym wedutystą weneckim był Luca Carlevaris, najsłynniejszym – Giovanni Antonio Canal, zw. Canaletto. W latach 1750–1850 weduta rozpowszechniła się w całej Europie. Do późniejszego malarstwa terminu tego nie stosuje się.
Wybitnym polskim wedutystą był Marcin Zaleski.

## Wybrani wedutyści
- Rudolf Ritter von Alt (1812-1905) – Austria
- Francesco Albatto (1721-1757) – Włochy
- Francesco Battaglioli (ok. 1722-1796) – Włochy
- Gabriel Bella (1730-1799) – Włochy
- Bernardo Bellotto, zw. Canaletto (1721-1780) – Włochy
- Giuseppe Bernardino Bison (1762-1844) – Włochy
- Gerrit Adriaenszoon Berckheyde (1638-1698) – Holandia
- Paul Brill (1554-1626) – Flandria
- Giovanni Antonio Canal, zw. Canaletto (1697-1768) – Włochy
- Luca Carlevaris lub Carlevarijs (1633-1768) – Włochy
- Viviano Codazzi (1603-1672) – Włochy
- Giovanni Battista Falda (ok. 1640-1678) – Włochy
- Pietro Gaspari (1720-1785) – Włochy
- Thomas Girtin (1775-1802) – Anglia
- Aleksander Gryglewski (1833-1879) – Polska
- Giacomo Guardi (1764-1835) – Włochy
- Francesco Guardi (1712-1793) – Włochy
- Philipp Hackert (1737-1807) – Niemcy
- Jan van der Heyden (1637-1712) – Holandia
- Antonio Joli (ok. 1700-1777) – Włochy
- Wincenty Kasprzycki (1802-1849) – Polska
- Michaił Machajew (1718-1770) – Rosja
- Michele Marieschi (1710-1743) – Włochy
- William Marlow (1740-1813) – Anglia
- Giovanni Paolo Pannini lub Panini (1691-1765) – Włochy
- Giovanni Battista Piranesi (1720-1788) – Włochy
- Karel Postl (1769-1818) – Czechy
- Marco Ricci (1676-1729) – Włochy
- Giovanni Richter (1665-1745) – Szwecja
- Hubert Robert (1733-1808) – Francja
- Samuel Scott (ok. 1702-1772) – Anglia
- William Turner (1775-1851) – Anglia
- Theodor Urtnowski (1882-1963) – Niemcy, malarz Gdańska
- Giuseppe Vasi (1710-1782) – Włochy
- Joseph Vernet (1714-1789) – Francja
- Antonio Visentini (1688-1782) – Włochy
- Zygmunt Vogel (1764-1826) – Polska
- Gaspar van Wittel (Vanvitelli) (ok. 1653-1736) – Holandia
- Marcin Zaleski (1796-1877) – Polska
- Giuseppe Zocchi (1711-1767) – Włochy
- Francesco Zuccarelli (1702-1788) – Włochy